# Luke Davies
 (juin 2019).
Si vous disposez d'ouvrages ou d'articles de référence ou si vous connaissez des sites web de qualité traitant du thème abordé ici, merci de compléter l'article en donnant les références utiles à sa vérifiabilité et en les liant à la section « Notes et références ».
Luke Davies, né à Sydney en 1962, est un auteur australien, poète, romancier, essayiste, scénariste et critique de cinéma.
Son premier recueil de poèmes, Four Plots for Magnets, a été publié en 1982, lorsqu'il avait vingt ans. Ses autres recueils de poèmes sont Absolute Event Horizon, Running With Light and Totem.
Son roman Candy a été adapté à l'écran avec Heath Ledger et Abbie Cornish en 2006. Ses autres romans sont Isabelle the Navigator et Toujours plus vite (God of Speed).

## Prix
- Judith Wright Poetry Prize en 2000 (pour Running With Light)
- Grace Leven Poetry Prize en 2004 (pour Totem)
- Age's Poetry Book of the Year Award en 2004 (pour Totem)
- Age Book of the Year Award en 2004 (pour Totem)
- Philip Hodgins Memorial Medal for Poetry en 2004
- South Australian Premier’s Literary Award en 2005 (pour Totem)

## Filmographie
- 2006 : Candy de Neil Armfield
- 2014 : Traffics d'Alan White
- 2015 : Life d'Anton Corbijn
- 2016 : Lion de Garth Davis
- 2018 : My Beautiful Boy (Beautiful Boy) de Felix Van Groeningen
- 2019 : Catch-22 (mini-série)
- 2019 : Angel of Mine de Kim Farrant
- 2020 : La Mission (News of the World) de Paul Greengrass

## Distinction

### Récompense
- British Academy Film Awards 2017 : Meilleur scénario adapté pour Lion